# Okuda Daijiro
Daijiro Okuda (sinh ngày 23 tháng 4 năm 1989) là một cầu thủ bóng đá người Nhật Bản.

## Sự nghiệp câu lạc bộ
Daijiro Okuda đã từng chơi cho Fujieda MYFC.